# Bronisław Kocowski
Bronisław Kocowski (ur. 2 maja 1907 w Jaworniku, zm. 19 września 1980 we Wrocławiu) – polski historyk literatury polskiej, nauczyciel, bibliotekarz, historyk, bibliograf, profesor zwyczajny Uniwersytetu Wrocławskiego.

## Życiorys
Urodził się w Jaworniku (pow. Kosów, Ukraina, w innych opracowaniach – Kosów w pow. stanisławowskim). Syn Eugeniusza i Marii. Ojciec był zarządcą lasów państwowych, a matka nauczycielką szkoły ludowej. Uczył się we Lwowie. W 1926 roku zdał egzamin dojrzałości i zaczął studiować na Uniwersytecie Jana Kazimierza na Wydziale Humanistycznym. W 1931 roku uzyskał stopień magistra filozofii, a w 1936 roku stopień doktora filozofii.
W 1932 rozpoczął pracę w Gimnazjum oraz Liceum we Lwowie, początkowo jako praktykant, a od 1933 roku jako nauczyciel historii i nauki o Polsce współczesnej. Po okupacji przez Związek Radziecki wschodniej części Rzeczypospolitej gimnazjum zostało przekształcone w 10-letnią pełną szkołę średnią, gdzie Kocowski pracował do lipca 1940 r. W 1941 roku zaczął pracować w przedsiębiorstwach gospodarczych, a po przejęciu Lwowa przez wojska niemieckie został wysłany do pracy fizycznej jako robotnik Zarządu Miejskiego do rozbierania budynków. W październiku 1941 roku został ponownie zatrudniony na stanowisku nauczyciela, tym razem w Szkole Ludowej. Po zwolnieniu w grudniu został najęty w Instytucie Wschodnim Oddziału Lwowskiego do sporządzania odpisów ze źródeł historycznych znajdujących się w bibliotekach Lwowskich. 1 maja 1942 r. został zatrudniony jaki pracownik Zakładu Narodowego im. Ossolińskich przechodząc przez różne działy. Pracował tam do 15 października 1945 r. Uczestniczył również w tajnym nauczaniu oraz pracował nad redakcją podręczników literatury polskiej dla szkół radzieckich.
Do Wrocławia trafił w styczniu 1946 roku, gdzie otrzymał pracę w Bibliotece Uniwersytetu Wrocławskiego. Poza pracą na Uniwersytecie Wrocławskim, uczył, podobnie jak we Lwowie, historii nauk o Polsce współczesnej w Liceum Plastycznym oraz prowadził wykłady w Państwowej Wyższej Szkole Nauk Plastycznych. W październiku 1949 roku otrzymał stopień naukowy doktora habilitowanego na podstawie rozprawy „Wyprawa Tatarów na Węgry przez Polskę w 1594 r.”. Ministerstwo Szkolnictwa Wyższego zatrudniło go na stanowisko samodzielnego pracownika w Bibliotece Uniwersytetu Wrocławskiego, gdzie w latach późniejszych został kierownikiem Działu Zbiorów Specjalnych. Kocowski współdziałał ponadto w opracowywaniu rękopisów, organizacji wystaw, stanowiących wydarzenia kulturalne na terenie Wrocławia, należał do grona autorów publikujących regularnie na łamach czasopisma „Sobótka”. Po utworzeniu 1956 roku na Wydziale Filologicznym Studium Bibliotekoznawstwa dla Pracujących Bronisław Kocowski był odpowiedzialny za prowadzenie wykładów z bibliotekoznawstwa, nauki o książce, specjalizacji w zakresie starych druków. Uchwałą z dnia 19 października 1964 r. otrzymał stanowisko profesora nadzwyczajnego, a 6 lipca 1973 r. profesora zwyczajnego.
Prof. Kocowski realizował się głównie w trzech dziedzinach wiedzy: historii, bibliotekoznawstwie, dziejach dawnej książki – głównie średniowiecznej i szesnastowiecznej. W 1949 roku został przewodniczącym oddziału wrocławskiego Związku Bibliotekarzy i Archiwistów Polskich. Był członkiem Polskiego Towarzystwa Historycznego, później członkiem Wrocławskiego Towarzystwa Miłośników Historii. Został odznaczony m.in. Srebrnym Krzyżem Zasługi, Złotym Krzyżem Zasługi oraz Orderem Odrodzenia Polski.
Pochowany na Cmentarzu Grabiszyńskim we Wrocławiu.

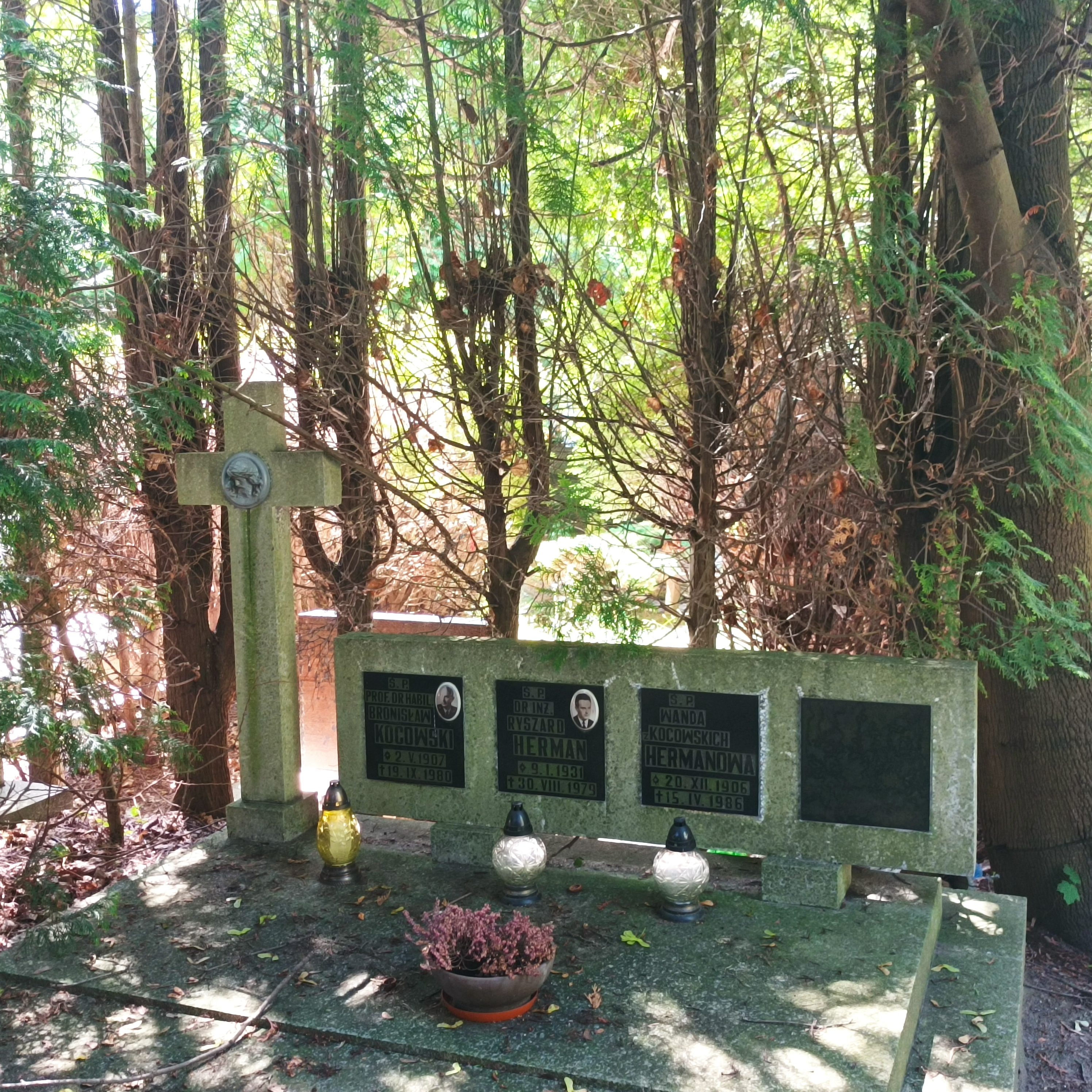
Grób prof. Bronisława Kocowskiego na Cmentarzu Grabiszyńskim

## Publikacje
- 1965: Z badań nad początkami drukarstwa w Magdeburgu. Streszczenie. „Sprawozdania Wrocławskiego Towarzystwa Naukowego”. Seria A. 1965 druk 1967 T. 20 s. 28–29
- 1967: Jan Reiter (1902–1967). „Roczniki Biblioteczne” 1967 druk 1968 R. 11 z. 1/2 s. 249–251 il. (+) Nekrolog.
- 1969: Polskość Śląska w starych drukach. „Kalendarz Wrocławski” na rok 1969 R. 12 s. 109–115 il.
- 1974: Drzeworytowe książki średniowiecza/ Bronisław Kocowski. – Wrocław: Zakł. Nar. im. Ossolińskich, 1974. – 129 s.: il ; 20 cm. – (Książki o Książce). – Bibliogr. s. 121–123; Książki ksylograficzne w Europie XV wieku. „Sprawozdania Wrocławkiego Towarzystwa Naukowego”. Seria A. 1974 druk 1975 T. 29 s. 43–45; Stanislaus Polonus, polski drukarz i wydawca wczesnej doby w Hiszpanii / Alojzy Ruppel. – Kraków, 1970 Rec. „Roczniki Biblioteczne” 1974 druk 1975 R. 18 z. 1/2 s. 543–546 (+)
- 1977: Studia bibliologiczne/ Aleksander Birkenmajer. – Wrocław, 1975; Szymański J.: Pismo łacińskie i jego rola w kulturze / Józef Szymański. – Wrocław, 1975
- 1990: Helicz (Halicz) Jan (ur. ok. 1519), drukarz małopolski/ Bronisław Kocowski //W: Polski słownik biograficzny. T. 9. – Wrocław, 1990. – S. 362–363 [Przedr. fotooffs., oryg. Wrocław 1960–1961; adnot. z BABIN]